# جاك الثاني بوربون
جاك الثاني بوربون لا مارش (1370م - 1438م بيزانسون) كان الابن الأول لجون الأول كونت لا مارش وكاثرين من فندوم. أسرته قوات الدولة العثمانية بقيادة السلطان بايزيد الأول في معركة نيقوپوليس عام 1396م، وتم افتداؤه بالمال لاحقًا. في عام 1403م، قاد جاك هجومًا على الأراضي الإنجليزية وأحرق مدينة بليموث. تزوج من جوفانا الثانية ملكة ناپولي عام 1415م، ولم يحظ بشعبية كبيرة حيث سُجن ثم أُجبر على مغادرة مملكة ناپولي عام 1419م. تخلى جاك عن ألقابه وأصبح راهبًا عام 1435م، وتُوفي عام 1438م.

شعار درع جاك الثاني بوربون، كُونت مقاطعة «لا مارش» وكُونت «كاستْر».

| سبقه: جون الأول | كونت لا مارش 1393 - 1435      | تبعه: إليانور بوربون             |
| لادسلاو الأول   | أمير تارانتو 1414 - 1420      | جوفاني أنتونيو ديل بالزو أورسيني |
| ماري من انغيان  | ملك نابولي القرين 1414 - 1416 | إيزابيلا دوقة لورين              |